# Ri Chol-myong
Ri Chol-myong (* 18. Februar 1988 in Pjöngjang) ist ein nordkoreanischer Fußballspieler.

## Karriere
Ri tritt international als Spieler der Sportgruppe Pjöngjang in Erscheinung. Bei der U-17-WM 2005 in Peru, bei der er zu drei Einsätzen kam, wurde er als Spieler des nicht weiter bekannten Teams Muyŏk geführt. Zuvor belegte er mit der U-17-Auswahl den zweiten Rang bei der U-17-Asienmeisterschaft 2004.
2006 gewann er mit der U-20-Auswahl die U-19-Asienmeisterschaft 2006. Dabei erzielte der Mittelfeldakteur im Finale gegen Japan seinen einzigen Turniertreffer und war im Elfmeterschießen einer der fünf erfolgreichen nordkoreanischen Schützen. Bei der 2007 in Kanada ausgetragenen U-20-WM gehörte der Ri erneut zum Stammpersonal und kam beim Vorrundenaus in allen drei Partien zum Einsatz. Mit der nordkoreanischen Olympiaauswahl (U-23) scheiterte er 2007 in der finalen Qualifikationsrunde für die Olympischen Spiele 2008.
Im Oktober 2007 spielte er für die nordkoreanische Nationalmannschaft in den beiden Erstrundenpartien der WM-Qualifikation gegen die Mongolei, sah im Rückspiel allerdings die Rote Karte und verpasste vermutlich deswegen die Teilnahme am AFC Challenge Cup 2008. In der 2. Runde der Ostasienmeisterschaft 2010 gehörte er als Ergänzungsspieler zum Aufgebot und kam zu einem Einsatz. Anfang 2010 nahm er mit einer B-Auswahl am AFC Challenge Cup und kam beim Turniergewinn in allen fünf Partien über die volle Distanz zum Einsatz. Im Finale gegen Turkmenistan war Ri der einzige nordkoreanische Elfmeterschütze, der mit seinem Versuch scheiterte.
Bei der WM-Endrunde in Südafrika gehörte Ri zum nordkoreanischen Aufgebot, blieb beim Vorrundenaus aber ohne Einsatz.